# 哈拉尔德·里帕鲁
哈拉尔德·里帕鲁（Harald Riipalu，1912年2月13日—1961年4月4日）是一位爱沙尼亚军人，1940年，苏联攻佔爱沙尼亚，里帕鲁被强征入苏联红军，服役至1941年，之后叛逃到德军一边，並加入德意志國防軍和武装党卫队。他曾获颁騎士鐵十字勳章。战后，里帕鲁逃到丹麦，躲过了苏方抓捕，最终在1961年死于英国。